# Jacques Mathias
Jacques Mathias, né à Chalon-sur-Saône le 4 mai 1752, et mort à Paris le 12 mai 1820, est un avocat et homme politique français. Il joua un rôle éminent dans la ville de Chalon-sur-Saône, de la Révolution à la Restauration.

## Origines et famille
Né à Chalon-sur-Saône, Jacques est le fils de Jacques-Jean Mathias, notaire royal et procureur au présidial, et de Jeanne Rozière. De son mariage avec Denise Bouzereau célébré à Mellecey le 30 octobre 1775, il a plusieurs enfants : Jacques Jean, né à Chalon le 24 octobre 1776, Philibert Pierre, né le 16 décembre 1777, Marie-Pierrette, née le 23 décembre 1778, dont le mari, Joseph de Chatonru-Boisgarnier, acquit en 1815 le château de Chevregny, et François Louis, né le 31 octobre 1783, qui fut un jurisconsulte distingué.

## Fonctions et rôles
Jacques Mathias est aujourd'hui considéré comme l'un des fondateurs de la République à Chalon.
Il occupe à la fin du XVIIIe siècle les postes de premier échevin de la ville de Chalon-sur-Saône (1788), de maire provisoire de Chalon-sur-Saône à la démission du maire perpétuel Brunet de Maison-Rouge (25 septembre 1789), de député du Tiers-Etat pour le bailliage de cette ville (31 octobre 1789). Il participe notamment à la rédaction des cahiers du Tiers-Etat.
Il fut également institué, en 1783, juge conservateur du fief du canal de Charollais.
Par son sang-froid et sa vision stratégique, Mathias réussit à maintenir l'ordre social, après la démission du maire de Chalon, et parvint notamment à éviter un affrontement sanglant entre les gardes nationaux et les habitants de Chalon d'une part, et l'armée royale d'autre part.
En 1808, on trouve Jacques Mathias à Paris où il demeure Cour Harlay, et exerce la fonction d'avocat, lorsqu'il marie sa fille. Son épouse meurt à Paris le 4 février 1810, tous deux demeurent à cette époque rue aux Ours. La déclaration de décès effectuée par ses fils nous apprend que son fils Jacques-Jean est avocat à la Cour de cassation, et Philibert-Pierre est pharmacien.
Philibert-Pierre meurt à Paris le 22 janvier 1835 à 57 ans.
Quant à Jacques Mathias, il meurt à Paris le 12 mai 1820, il est alors domicilié au 32, rue Vieille-du-Temple. Il est inhumé au cimetière du Père-Lachaise le lendemain.

## Titre et Armoiries

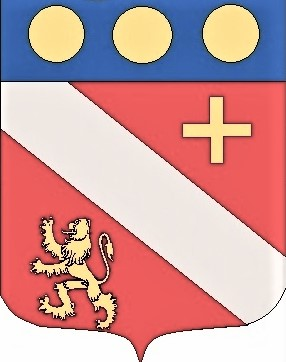
Blason de la famille Jarriand reçues par Jacques Mathias en 1814.

Le 23 décembre 1814, Jacques Mathias est anobli par lettres patentes du roi Louis XVIII qui lui octroient titres de noblesse et qualité d'écuyer. Les lettres patentes précisent que la noblesse nouvellement acquise est transmissible par la descendance mâle et femelle. Les armoiries se lisent : "De gueule à la bande d'argent, avec une croix d'or en chef et un lion rampant d'or en point, au chef d'azur chargé de trois besants d'or, le tout timbré d'un casque d'écuyer taré de profil orné de ses lambrequins".
L'histoire et la tradition racontent que ces lettres de noblesse constituent une récompense à la fidélité de Mathias au roi Louis XVIII face à l'empereur déchu Napoléon. Transmissibles par le ventre[réf. nécessaire] et la famille Mathias étant éteinte, c'est par un jeu d'alliances que la famille Jarriand porte ces armoiries depuis le XIXe siècle.

## Honneurs et postérité
Le nom de Mathias est très connu à Chalon. C’est en 1878 que le Conseil municipal attribue à l’ancienne « levée de la prairie » le nom d’ " Avenue Mathias". En 1885, sur le plan cadastral, la place Mathias est indiquée et en 1967, le nouveau lycée prend le nom de lycée Mathias puisqu'il ouvre sur la place homonyme.
La décision de la Municipalité date du 19 juillet 1878, et est ainsi inscrite sur le registre des délibérations :
« Avenue Mathias : en l’honneur de Jean-Jacques Mathias, Conseiller à la Cour d’Appel de Paris, a fait don de sa bibliothèque au Barreau de la Ville de Chalon où il est né et d’une rente annuelle de 75 F destinée à acheter des Prix aux élèves du Collège. »